# Paul Forell
Paul Forell (* 14. Januar 1892 in Pforzheim; † 2. August 1959) war ein deutscher Fußballspieler.

## Karriere

### Vereine
Aus der Jugend von Victoria Pforzheim hervorgegangen, wurde Forell zur Saison 1909/10 vom 1. FC Pforzheim verpflichtet. Abgesehen von sechs Monaten, die er als Kriegsgastspieler für Phönix Mannheim spielte, blieb er bis Saisonende 1925/26 den Pforzheimern treu. In den vom Verband Süddeutscher Fußball-Vereine, ab Juli 1914 in den vom Süddeutschen Fußball-Verband durchgeführten Meisterschaften bestritt er als Linksaußen im Südkreis seine Punktspiele. Die Südkreismeisterschaft 1913 ging erst nach dem mit 0:2 gegen den FC Stuttgarter Cickers verlorenen Entscheidungsspiel um Platz 1 an diesen, mit dem er und seine Mannschaft die Saison punktgleich beendet hatten. Diese Konstellation wiederholte sich am Ende der Folgesaison – mit dem Unterschied, dass das Entscheidungsspiel um Platz 1 diesmal mit 0:4 verloren wurde.
In der Saison 1919/20 bestritt er seine Punktspiele in der Kreisliga Baden, ab der Saison 1920/21 in der Kreisliga Südwest, die er mit seiner Mannschaft in der zweijährigen Zeit unter dem ehemaligen Nationalspieler Max Breunig als Meister abschloss. Infolgedessen nahm er mit ihr an der Endrunde um die süddeutsche Meisterschaft teil, schloss in der Gruppenphase die Gruppe Süd als Erster ab, scheiterte jedoch in der K.-o.-Runde im Halbfinalspiel am 24. April 1921 mit 0:1 am FC Phönix Ludwigshafen.
Die Saison 1922/23 absolvierte er in der Kreisliga Baden, die seine Mannschaft als Meister beendete, nach Hin- und Rückspiel gegen den FC Stuttgarter Cickers im Gesamtergebnis von 4:1 auch die Bezirksmeisterschaft gewann und die Endrunde um die Süddeutsche Meisterschaft als Viertplatzierter von fünf Teilnehmern abschloss. Seine letzten drei Spielzeiten bestritt er in der leistungsdichteren Bezirksliga Württemberg/Baden.

### Auswahl-/Nationalmannschaft
Als Spieler der Auswahlmannschaft des Süddeutschen Fußball-Verbandes kam er zu mehreren Einsätzen, unter anderem 1920 im Stadion “Brötzinger Tal” in Pforzheim bei der 0:1-Niederlage gegen Zentralungarn vor „15.000 bis 20.000 Zuschauern“, bis heute Besucherrekord für diese Spielstätte. 1921 gehörte er der Süd-Auswahl in Wien gegen Österreich an.
Sein einziges Länderspiel für die A-Nationalmannschaft bestritt er am 24. Oktober 1920 in Berlin – dem zweiten des DFB nach Ende des Ersten Weltkriegs – beim 1:0-Sieg über die Nationalmannschaft Ungarns.

## Erfolge
- Württembergisch-Badischer Meister 1923
- Badischer Meister 1923
- Südwestmeister 1921

## Sonstiges
Beruflich begann er 1906 eine Lehre in einem Pforzheimer Versicherungsunternehmen, wurde kaufmännischer Angestellter und war bis zur Pensionierung 1956 Generalagent der Firma; drei Jahre später verstarb er in Pforzheim im Alter von 67 Jahren.
Zum 1. August 1935 trat er der NSDAP bei (Mitgliedsnummer 3.670.813).
Nach dem Ende seiner Fußballerkarriere war er für die „Propaganda-Spiele“ der Privatmannschaft des 1. FC Pforzheim zuständig. Er gehörte dem Spielausschuss des Vereins an und war Betreuer der Reservemannschaft. Als langjähriges Ehrenmitglied des Vereins wurde er 1952 mit der goldenen Ehrennadel des Badischen Fussball-Verbandes ausgezeichnet.